# Witali Pesnjak

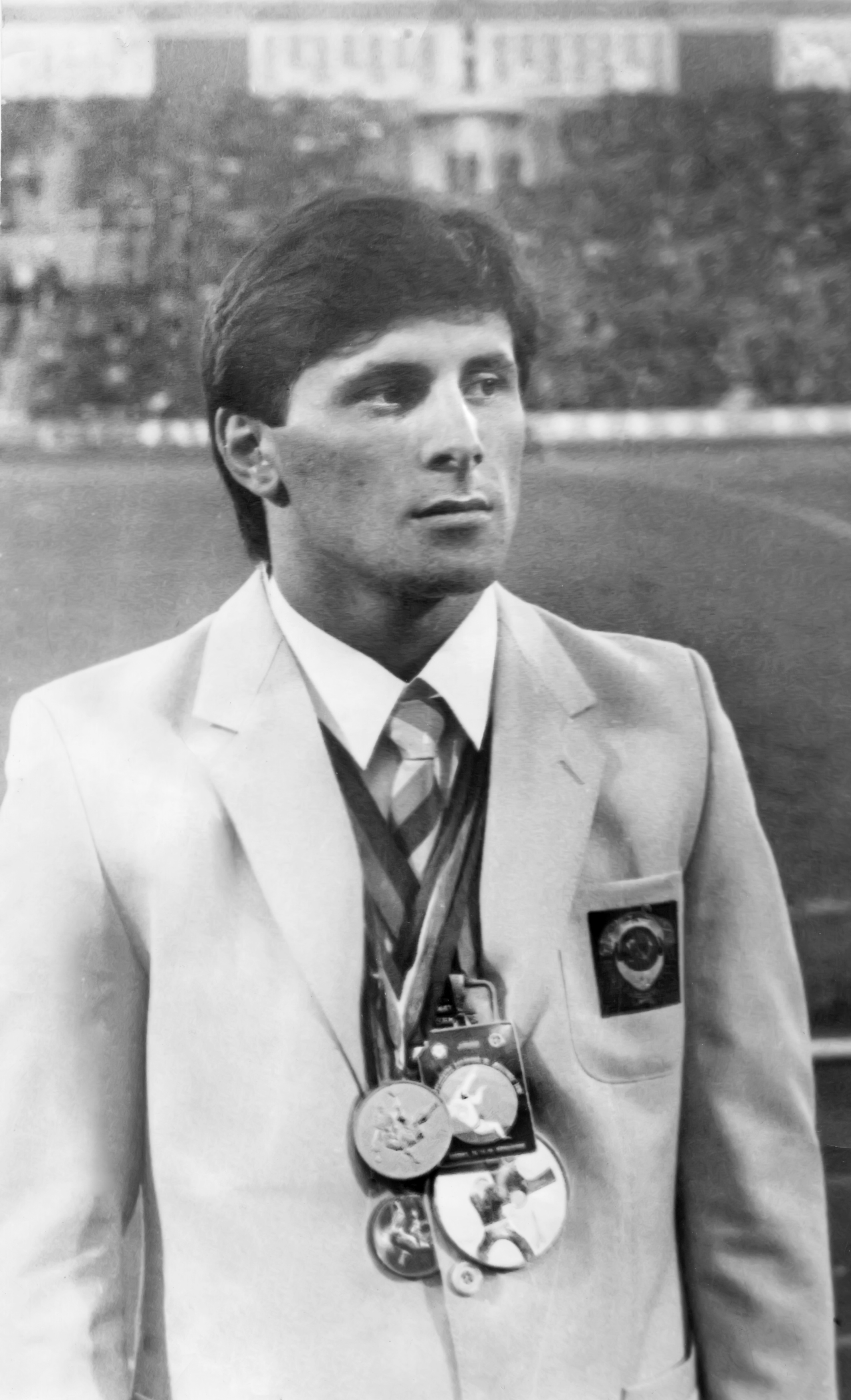
Witali Pesnjak (1984)

Witali Iwanowitsch Pesnjak (russisch Виталий Иванович Песняк; * 16. Januar 1961) ist ein ehemaliger sowjetischer Judoka, der eine Bronzemedaille bei Weltmeisterschaften gewann und dreimal Europameister war.

## Karriere
Witali Pesnjak trat in der Gewichtsklasse bis 86 Kilogramm an, dem Mittelgewicht. 1980 war er in dieser Gewichtsklasse Junioren-Europameister. Bei den Europameisterschaften 1983 in Paris bezwang er im Viertelfinale Detlef Ultsch aus der DDR und im Halbfinale Stanko Lopatić aus Jugoslawien. Im Finale besiegte er den Österreicher Peter Seisenbacher. Im gleichen Jahr gewann er bei der Spartakiade und bei den sowjetischen Meisterschaften. 1984 gewann Aleksandrs Jackēvičs die sowjetischen Meisterschaften vor Pesnjak. Bei den Europameisterschaften 1984 in Lüttich siegte Pesnjak im Viertelfinale gegen den Niederländer Ben Spijkers und im Halbfinale gegen den Franzosen Fabien Canu. Im Finale traf Pesnjak auf Roland Borawski aus der DDR und gewann seinen zweiten Titel. An den Olympischen Spielen 1984 in Los Angeles nahm die Sowjetunion nicht teil. Bei den in Warschau ausgetragenen Alternativ-Spielen der sozialistischen Staaten gewann Pesnjak das Finale gegen Karel Purkert aus der Tschechoslowakei.
1985 besiegte Pesnjak bei den Europameisterschaften in Hamar im Viertelfinale den Franzosen François Fournier und im Halbfinale den Bulgaren Georgi Petrow. Durch seinen Finalsieg über Michael Bazynski aus der Bundesrepublik Deutschland erhielt Pesnjak zum dritten Mal in Folge die Goldmedaille. Bei den Weltmeisterschaften in Seoul bezwang Pesnjak im Viertelfinale Marc Meiling aus der BRD. Nach seiner Halbfinalniederlage gegen Peter Seisenbacher erkämpfte sich Pesnjak eine Bronzemedaille. Im Jahr darauf unterlag Pesnjak bei den Europameisterschaften in Belgrad gegen Ben Spijkers und Fabien Canu und belegte am Ende den fünften Platz. Bei den Goodwill Games 1986 in Moskau unterlag er seinem sowjetischen Landsmann Alexander Siwtsew im Finale. Zwei Monate später besiegte er Siwtsew im Finale der sowjetischen Meisterschaften. 1988 war Pesnjak noch einmal sowjetischer Meister. Nach dem Zusammenbruch der Sowjetunion startete Pesnjak 1993 für Weißrussland und belegte den dritten Platz bei einem Turnier im italienischen Tarcento.